# Kanton Auxerre-4
Kanton Auxerre-4 (fr. Canton d'Auxerre-4) je francouzský kanton v departementu Yonne v regionu Burgundsko-Franche-Comté. Tvoří ho dvě obce a část města Auxerre. Zřízen byl v roce 2015.

## Obce kantonu
- Auxerre (část)
- Chevannes
- Vallan